# رودخانه برزایکا
رودخانه برزایکا (به انگلیسی: Berezayka River) رودخانه‌ای است که در روسیه جریان دارد.